# Hardy Wistuba
Hardy Wistuba Stange (* 1. Juni 1925 in Puerto Montt; † 22. Juni 2010 in Santiago) war ein chilenischer Maler deutscher Abstammung.

## Leben
Wistubas Vorfahren waren schlesische und hessische Einwanderer, die während der deutschen Kolonisierung Südchiles in der zweiten Hälfte des 19. Jahrhunderts in die Provinz Llanquihue gelangten. Er besuchte die Deutsche Schule in Puerto Montt, wo er eine fundierte Grundausbildung erhielt, bevor er an die Universität von Chile in Santiago wechselte.
Im Jahr 1940 lernte er den katalanischen Künstler Ignacio Baixas kennen, der seinen künstlerischen Weg maßgeblich prägte und ihn in die Aquarelltechnik einführte. Ab 1942 studierte er an der Akademie der Schönen Künste der Universität von Chile und besuchte Malkurse bei renommierten Künstlern wie Jorge Caballero, Laureano Guevara und Gustavo Carrasco. Für seine Leistungen wurde er mehrfach ausgezeichnet. 1958 erhielt er ein Stipendium für ein Studium in der Tschechoslowakei, das seine künstlerische Entwicklung weiter förderte.
Ab 1982 widmete er sich neben seiner eigenen künstlerischen Arbeit auch der Lehre. Er unterrichtete Aquarellmalerei an der Las Condes Kulturgesellschaft und war Professor an der Höheren Akademie für Pädagogische Wissenschaften in Santiago. 2000 fand in Las Condes eine große Retrospektive seiner Werke statt.
Sein Einfluss auf die chilenische Kunstszene ist bis heute spürbar. Der Deutsch-Chilenische Bund stiftete 2010 den Hardy Wistuba Aquarellwettbewerb, der sich schnell zum bedeutendsten Wettbewerb dieser Art in Chile entwickelte.

## Werke (Auswahl)
Hardy Wistubas Werke in öffentlichen Ausstellungen sind:
- Landschaft in Grau, Lo Abarca (1980), Nationalmuseum der Schönen Künste, Santiago[1]
- Verbrannte Bäume, Südchile (1982), Nationalmuseum der Schönen Künste, Santiag[1]
- Gasunternehmen von Valparaíso, Museum für zeitgenössische Kunst
- Ohne Titel (1992), chilenischer Sicherheitsverband
- Landschaft (1994), Pinakothek der Universität Talca

## Ehrungen
- Berühmtester Sohn von Puerto Montt (1972)
- Vicente-Pérez-Rosales-Medaille (2000), Deutsch-Chilenischer Bund (DCB)[3]
- Ein nach ihm benannter Ausstellungsraum im Kulturhaus von Puerto Montt[4]
- Seit 2010 jährlicher Aquarellwettbewerb Hardy Wistuba des Deutsch-Chilenischen Bundes (DCB)[5]